# NGC 1673
NGC 1673 est un amas ouvert situé dans la constellation de la Table. Il a été découvert par l'astronome britannique John Herschel en 1834. NGC 1673 est situé dans le Grand Nuage de Magellan.
Le diamètre apparent de l'amas est de 0,7 minute d'arc, ce qui, compte tenu de la distance, donne un diamètre réel d'environ 32 années-lumière. 

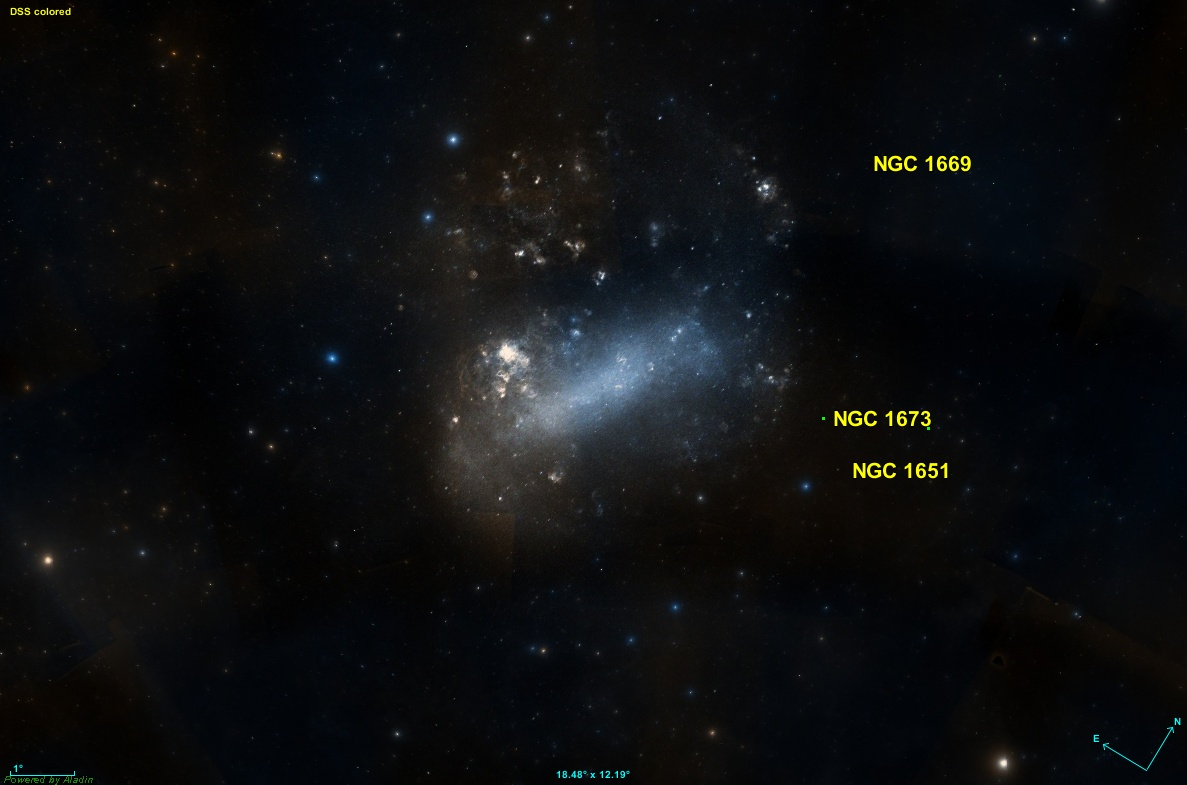
Position de l'amas d'étoiles NGC 1673 par rapport au Grand Nuage de Magellan.